# Piotr Kulczycki
Piotr Stanisław Kulczycki (ur. 15 kwietnia 1958 w Krakowie) – polski profesor nauk technicznych, specjalista z zakresu automatyki oraz informatyki. Profesor zwyczajny Instytutu Badań Systemowych Polskiej Akademii Nauk oraz Akademii Górniczo-Hutniczej.

## Życiorys i działalność naukowa
Ukończył studia magisterskie na Wydziale Elektrotechniki, Automatyki i Elektroniki Akademii Górniczo-Hutniczej (automatyka, 1983) oraz na Wydziale Matematyki i Fizyki Uniwersytetu Jagiellońskiego (matematyka, 1987). Stopień doktora oraz doktora habilitowanego uzyskał na Wydziale Elektrotechniki, Automatyki, Informatyki i Elektroniki AGH, odpowiednio w 1991 i 1999 roku. Po przewodzie przeprowadzonym w Instytucie Badań Systemowych Polskiej Akademii Nauk otrzymał w 2007 roku tytuł profesora nauk technicznych.
Obecnie jest zatrudniony na stanowisku profesora zwyczajnego w Instytucie Badań Systemowych Polskiej Akademii Nauk, będąc kierownikiem Centrum Informatycznych Metod Analizy Danych, a także jako profesor zwyczajny Akademii Górniczo-Hutniczej im. Stanisława Staszica w Krakowie będąc kierownikiem Zespołu Technik Informacyjnych i Badań Systemowych na Wydziale Fizyki i Informatyki Stosowanej. W latach 1987–2014 pracował na Wydziale Inżynierii Elektrycznej i Komputerowej Politechniki Krakowskiej, od asystenta-stażysty do profesora zwyczajnego, będąc założycielem i długoletnim kierownikiem Katedry Automatyki i Technik Informacyjnych. Był także profesorem wizytującym w duńskim Aalborg University, współpracę nawiązał również z Budapest University of Technology and Economics, Helsinki University of Technology, Université Catholique de Louvain, Slovak University of Technology, a także Johannes Kepler University Linz. Dziedzinę aktywności naukowej Piotra Kulczyckiego stanowi zastosowanie współczesnych technik informacyjnych do zagadnień szeroko rozumianej analizy systemowej i inżynierii sterowania. Przedmiotem szczegółowych zainteresowań badawczych stała się w ostatnich latach nieparametryczna metoda estymatorów jądrowych oraz wszechstronne możliwości jej praktycznego wykorzystania do różnorodnych zadań analizy i eksploracji danych. Na jego dorobek naukowy składa się 6 książek i monografii, m.in.
- P. Kulczycki, „Estymatory jądrowe w analizie systemowej”, WNT, Warszawa, 2005[10],
- P. Kulczycki, O. Hryniewicz, J. Kacprzyk (red.), „Techniki informacyjne w badaniach systemowych”, WNT, Warszawa, 2007[11],

oraz ponad 100 publikacji naukowych w renomowanych czasopismach o zasięgu międzynarodowym i pracach zbiorowych. Jest członkiem Komitetu Automatyki i Robotyki Polskiej Akademii Nauk, IFAC Technical Committee Modelling, Identification and Signal Processing, IFAC Technical Committee Distributed Parameter Systems, Institute of Electrical and Electronics Engineers (Senior Member), a także Polskiego Towarzystwa Matematycznego.